# Посудина Дьюара

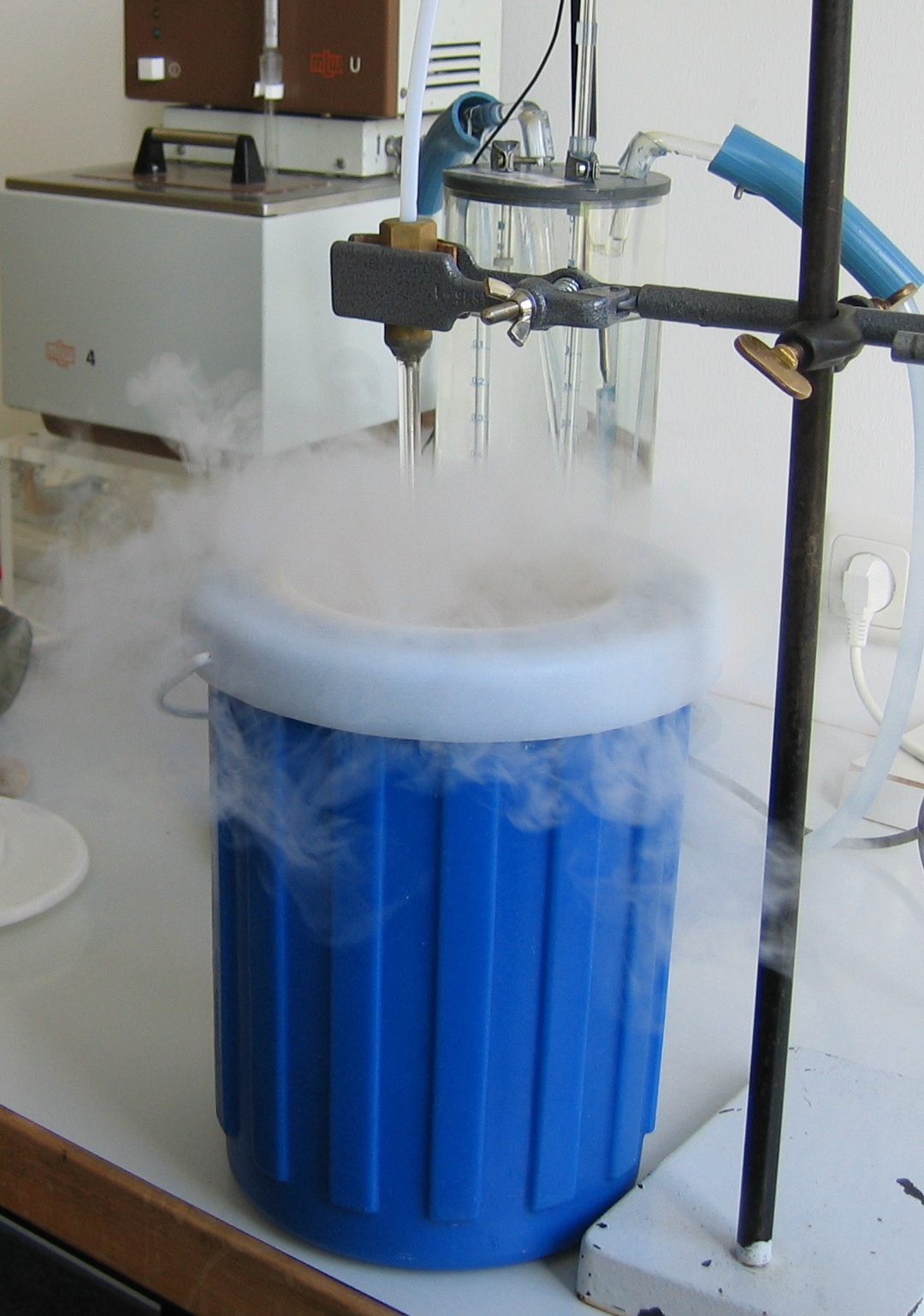
Випаровування киплячого азоту з посудини Дьюара

Посу́дина Дьюа́ра — посудина з хорошою теплоізоляцією і призначена для тривалого зберігання речовин при високих або низьких температурах.
Посудина Дьюара була названа на честь її винахідника, шотландського фізика сера Джеймса Дьюара (1842–1923).

## Будова посудини

Посудина Дьюра в перетині

Це скляна або металева посудина, яка конструктивно нагадує форму пляшки або колби двостінної конструкції з викачаним між стінками повітрям, а цей простір заповнений термоізоляційним матеріалом.

## Використання
Посудина Дьюара використовується для зберігання кріорідин, найчастіше рідкого азоту. У медицині та ветеринарії спеціальні посудини Дьюара використовуються для тривалого зберігання біологічних матеріалів при низьких температурах.
Якщо посудина наповнена рідким азотом (температура в посудині становить −196ºС), то для досягнення такої температури, рідкий азот повинен постійно випаровуватись. Тому кришка посудини Дьюара не щільно закриває горловину. В міру випаровування рідкого азоту рівень його поновлюють доливанням.
Термоси, що використовуються для підтримки тепла (або холоду) в усіх видах рідин, базуються на тому ж принципі, що й посудина Дьюара. Відрізняються лише тим, що колби в них є крихкими, дорогим дизайном, іншими концепціями ізоляторів.